# Nistoso
Nistoso es un pueblo de la provincia de León que, junto con Villar y Tabladas, integra Los Barrios de Nistoso. Se encuentra en la comarca de La Cepeda, y forma parte del ayuntamiento de Villagatón.
Se encuentra a 1.180 metros sobre el nivel del mar. El terreno es pizarroso y montañoso. Los montes se hallan cubiertos de urz, roble y otros arbustos. Su fauna se compone de perdices, liebres, lobos, jabalís y corzos.
En el siglo XVIII llegó a tener casi 500 habitantes. Hoy día, no llegan a una docena de vecinos en invierno, aunque recobra vida en época estival.